# 1984 (Halt and Catch Fire)
1984 is de tiende aflevering van de televisieserie Halt and Catch Fire. De episode werd geregisseerd door de Argentijn Juan José Campanella. 1984 werd in de Verenigde Staten voor het eerst uitgezonden op 3 augustus 2014.

## Verhaal
Joe en Gordon sporen Nathan Cardiff, de eigenaar van Cardiff Electric, aan om het bedrijf te reorganiseren. Joe wil dat het bedrijf zich enkel nog concentreert op de productie van PC's. Hij eist de leiding op, maar Nathan wil dat ook Gordon iets te zeggen heeft. Gordon en Joe verwerven uiteindelijk samen een aandeel van acht procent.
De volgende dag viert Gordon samen met het personeel de eerste lading Giant-computers, terwijl Joe in Bosworths vroegere kantoor aan het tv-scherm gekluisterd zit. Hij is gefascineerd door de Macintosh-reclamespot van Apple en stelt aan Gordon voor om de lancering van de Giant uit te stellen zodat ze de draagbare computer kunnen uitrusten met een Graphical User Interface (GUI) of een indrukwekkende applicatie. Gordon vindt zijn voorstel onrealistisch.
Donna moet bij haar werkgever Texas Instruments een psychologische vragenlijst beantwoorden. Met opzet geeft ze erg negatieve antwoorden, waardoor ze zoals gehoopt ontslagen wordt. Buiten wordt ze opgewacht door Gordon, die met zijn eerste winst een rode sportwagen heeft gekocht.
Bij Cardiff Electric ontdekken de computeringenieurs dat een van de eerste Giants een fout bevat. Gordon wil zo snel mogelijk achterhalen wat het probleem is zodat de computers tijdig in de winkel terechtkomen. Joe daarentegen stelt voor om de lancering van de Giant uit te stellen, zodat hij tijd heeft om een applicatie uit te werken. Wat later geeft Gordon aan Donna toe dat hij Joe niet vertrouwt.
Cameron werkt inmiddels voor het telefoonbedrijf Southern Lines, waar men al snel ontdekt dat ze de modems gemanipuleerd heeft. Ze vraagt zich bij haar werkgever af waarom niet de maximale capaciteit van het telefoonnetwerk gebruikt wordt om data te transfereren. Uiteindelijk neemt ze zelf ontslag.
Joe stoort zich aan de softwareontwikkelaars die er niet in slagen om een baanbrekende applicatie te bedenken. Bovendien heeft hij nog steeds gevoelens voor Cameron. Hij besluit haar op te zoeken en stelt voor om samen een eigen toekomst uit te bouwen. Hij is zelfs bereid om Cardiff Electric te verlaten. Maar Cameron gelooft zijn praatjes niet langer en gaat niet in op zijn voorstel.
De volgende dag stellen Gordon en Joe bij Cardiff Electric vast dat er geen enkele software-ontwikkelaar is komen opdagen. Het hele team is overgestapt naar Mutiny, een nieuw en door Cameron opgericht bedrijf dat vanuit haar eigen woning opereert. Vervolgens probeert Cameron ook Donna aan te werven. Cameron heeft onvoldoende geld om haar te betalen, maar biedt haar in ruil een aandeel van het bedrijf aan. Donna is gevleid, maar legt de aanbieding naast zich neer.
Bij Cardiff Electric wordt inmiddels een groot feest georganiseerd om de lancering van de Giant te vieren. Gordon neemt het woord en bedankt zowel Joe als zijn echtgenote Donna. Na afloop rijden Gordon en Donna met hun rode sportwagen naar huis. Onderweg worden ze tegengehouden door een bende dieven. Gordon wordt in elkaar geslagen en de dieven gaan aan de haal met de auto. Inmiddels heeft Joe de bestelwagen met de eerste lading Giants naar een afgelegen plek gereden. Hij overgiet de auto met olie en steekt de hele lading in brand.
Gordon en Donna zijn nog steeds aangeslagen door de autodiefstal. Gordon wil niet dat ze haar dagen vult met zitten en koken en stelt voor dat ze op zoek gaat naar een nieuwe baan. Het voorstel klinkt als muziek in de oren van Donna. Maar ze wil niet, zoals Gordon vraagt, voor Cardiff Electric werken. Ze onthult dat ze ook een aanbod heeft gekregen van Cameron.
Terwijl Donna aan haar eerste werkdag bij Mutiny begint, vraagt Gordon zich af wat het volgende project van Cardiff Electric wordt. Joe lijkt inmiddels van de aardbol verdwenen. In werkelijkheid is hij begonnen aan een lange tocht richting Fiske Observatory. Hij laat zijn auto achter bij een plaatselijk tankstation en gaat te voet verder.

## Cast
- Lee Pace - Joe MacMillan
- Scoot McNairy - Gordon Clark
- Mackenzie Davis - Cameron Howe
- Kerry Bishé - Donna Clark
- Cooper Andrews - Yo-Yo Engberk
- August Emerson - Malcolm Levitan
- Graham Beckel - Nathan Cardiff
- Dane Rhodes - Eli

## Titelverklaring
De titel 1984 verwijst naar de bekende Macintosh-reclamespot van Apple, die op 22 januari 1984 in première ging tijdens de Super Bowl. De spot werd geregisseerd door Ridley Scott en was duidelijk gebaseerd op de dystopische sciencefictionfilm Nineteen Eighty-Four (1984), een verfilming van George Orwells bekende boek 1984.
In de aflevering Up Helly Aa is te zien hoe Joe op COMDEX voor het eerst in contact komt met de Macintosh. In deze aflevering ziet hij de bijhorende reclamespot. Zowel Joe als Gordon vergelijkt het hoofdpersonage uit de spot met Cameron. Joe vindt het reclamefilmpje indrukwekkend, terwijl Gordon opmerkt dat er niet eens een computer in voorkomt.

## Culturele en historische verwijzingen
- De aflevering bevat de nummers "American Dream" van Nitty Gritty Dirt Band en "2020" van Suuns.
- Software-ontwikkelaars Yo-Yo en Lev gebruiken op een gegeven moment een Hayes Smartmodem 1200.
- Gordon vermeldt de Hercules Graphics Card.
- Joe is aan het einde van de aflevering op weg naar Fiske Observatory. Dit is het planetarium van de universiteit van Colorado te Boulder.